# Pouvoir civil (relations internationales)
Pour les articles homonymes, voir Pouvoir civil.
Le pouvoir civil est une théorie social-constructiviste des relations internationales, marquée par Hanns W. Maull, et aussi un concept de rôle de la politique extérieure des États (surtout de l'Allemagne et du Japon) dans les relations internationales.
La mondialisation et la plus forte dépendance des États favorisent les pouvoirs civils, la judiciarisation et l'institutionnalisation des relations internationales, qui sont changés en des stratégies de la stabilisation de l'environnement international.
Un pouvoir civil idéal contribue activement à l'humanisation des relations internationales et ambitionne de remplacer l'application violente des règles (la politique par du pouvoir) par l'internationalisation des normes sociales acceptées (la politique par de la légitimation).
Un pouvoir civil se réserve militairement et préfère au lieu de cela des stratégies civiles pour résoudre des conflits.
Maull décrit l'Allemagne dans le contexte des relations internationales comme pouvoir civil idéal typique.
Une intervention militaire n'a seulement lieu que dans le cas d'une autodéfense (p. ex. la mission Atalanta devant la Somalie) ou dans le cas d'une mesure coercitive légitimé collectivement (p. ex. la participation de l'intervention de l'ONU ISAF en Afghanistan).
Kirste décrit la civilisation des relations internationales dans une situation idéale avec trois buts spécifiques :
1. La volonté de création (La propension et la capacité de civiliser les relations internationales par l'initiation des actions multilatérales.)
2. La renonciation de l'autonomie (La propension et la capacité de se poser comme un soutien aux arrangements collectifs de sécurité par le transfert de la souveraineté.)
3. L'imposition des normes indépendant des intérêts (La propension et la capacité de réaliser un ordre international même si cela déroge à court terme aux intérêts nationales.)[2]